# 宇都宮育成牧場
宇都宮育成牧場（うつのみやいくせいぼくじょう）は、かつて栃木県宇都宮市にあった日本中央競馬会（JRA）の競走馬育成のための施設である。

## 概要・沿革
1917年（大正6年）、日本レース・倶楽部の理事長だったステーツ・アイザックスの牧場として創設された。その後、日本レース・倶楽部、日本競馬会の牧場を経て、1954年（昭和29年）に日本中央競馬会（JRA）宇都宮育成牧場となった。
JRAとなってからは、JRAが各地で買い付けた若駒を競走馬として育成し、希望する馬主へ売却業務を行っており、育成牧場の役割は、競走馬としての育成・調教するのが主業務であった。この他に、幼駒の育成・調教の研究や育成に必要となる牧草や飼料の栽培。地域住民向けのイベント「馬に親しむ日」（年1回開催）など、馬事普及に力を入れ、北関東の馬事公苑としての役割もあった。

## 施設
372,931.11ヘクタールの敷地に、馬場、厩舎、放牧場等を備えていた。

## 跡地活用
育成牧場廃止後の1997年に競走馬総合研究所が移転してきたが、2016年に下野市へ再移転。2017年1月に馬事公苑が期間限定で移転し「馬事公苑宇都宮事業所」となった。2023年に馬事公苑の機能が世田谷の本苑に戻った後は、宇都宮事業所は主に引退競走馬の一時預入れの施設となっている。
宇都宮育成牧場の恒例行事であった「馬に親しむ日」は、馬事公苑宇都宮事業所となっても開催されたが、2020年と2021年は新型コロナウイルス感染症の流行の影響で中止となった。